# Lindstedt
Lindstedt là một đô thị thuộc huyện Altmarkkreis Salzwedel, bang Saxony-Anhalt, Đức.